# مالارتیک، کبک
مالارتیک (به فرانسوی: Malartic) شهرکی در منطقه شهری لا وله-دو-لور ناحیه آبیتیبی-تمیسکامنگ در استان کبک کانادا است. در سرشماری سال ۲۰۱۱ این شهرک ۳٬۶۰۲ نفر جمعیت داشته‌است و مساحت آن ۱۵۹٫۳۱ کیلومتر مربع است.